# Leichtathletik-Weltmeisterschaften 2013/Teilnehmer (Haiti)
| Gelbes Symbol für Goldmedaillen mit stilisierten Olympischen Ringen | Graues Symbol für Silbermedaillen mit stilisierten Olympischen Ringen | Braundes Symbol für Bronzemedaillen mit stilisierten Olympischen Ringen |
| ------------------------------------------------------------------- | --------------------------------------------------------------------- | ----------------------------------------------------------------------- |
| —                                                                   | —                                                                     | —                                                                       |

Der Leichtathletik-Verband Haitis stellte einen Teilnehmer bei den Leichtathletik-Weltmeisterschaften 2013 in der russischen Hauptstadt Moskau.

## Ergebnisse

### Männer

#### Sprung/Wurf
| Athlet      | Disziplin  | Qualifikation | Qualifikation | Finale  | Finale |
| Athlet      | Disziplin  | Weite         | Platz         | Weite   | Platz  |
| ----------- | ---------- | ------------- | ------------- | ------- | ------ |
| Samyr Lainé | Dreisprung | 16,87 m       | 8             | 16,09 m | 11     |